# Грузянка
Грузянка (укр. Грузянка) — село в Побугской поселковой общине Голованевского района Кировоградской области Украины.
Население по переписи 2001 года составляло 87 человек. Почтовый индекс — 26552. Телефонный код — 5252. Занимает площадь 0,548 км². Код КОАТУУ — 3521484602.